# De Nederlandse Sportbibliotheek
Onder de gemeenschappelijke titel De Nederlandse Sportbibliotheek heeft uitgeverij Thomas Rap een aanzienlijk aantal sportboeken uitgegeven. De meeste delen zijn gewijd aan het voetbal, maar er zijn ook titels over boksen, basketbal, volleybal, roeien, cricket, golf, schaatsen, tafeltennis, wielrennen en de Olympische Spelen en deel 23 is gewijd aan rond de Nederlandse sportvelden gehoorde sportpoëzie.
Niet alle door de uitgever geplande titels zijn ook daadwerkelijk verschenen: dit betreft de nummers 10 (biografie Willem van Hanegem), 12 (De ballenjongen van Bhopal), 19C (Relikwieën van Oranje deel 3), 27 (de zilveren cup, over de eerste door Ajax gewonnen Europacup), 28, 37 (Voetbalhart 2) en 39. Na deel veertig zijn er vooral delen zonder nummer uitgekomen. Enkele titels: Eeuwig Ajax, De rebellenclub, enfants terribles in de sport, IJskampioenen, nummer 44 en Balverliefd, nummer 45.

## Lijst van titels
De volledige lijst van met nummers verschenen titels luidt als volgt:
0. Het schaduwelftal
1. De godenzonen van Ajax
2. De Boksers (boksgesprekken en -foto's)
3. De Goddelijke Kanarie (over het Braziliaanse voetbal)
4. Fausto Coppi, een heldenleven
5. Sport is de belangrijkste bijzaak in het leven
6. De moeder aller nederlagen (Nederland-Duitsland 1974 en andere verhalen)
7. Bertus de Harder
8. Amsterdam 1928
9. Heimwee naar Peking (Bettine Vriesekoop)
11. Tussen hemel en hok: Bobby Haarms en zijn Ajax
13. De zwarte meteoor of de zoektocht naar een geliefde voetbalheld
14. Het verzwegen Oranje: Nederlandse internationals in oorlogstijd
15. Jaap Eden (biografie van Nederlands eerste sportheld)
16. Gloria Victoria: Ajax wint de Europacup
17. Voetbalnomaden: Nederlandse trainers in buitenlandse dienst
18. Pim Mulier, ijdel maar weergaloos
19a. Relikwieën van Oranje deel 1 (1905-1940)
19b. Relikwieën van Oranje deel 2 (1940-1964)
20. Lucky Ajax, de eregalerij
21. Geluk heeft veters: voetbalinterviews
22. De lange mannen: Tien jaar Nederlands topvolleybal
23. Hi-Ha-Hondelul en andere sportpoëzie
24. De moord op Maradona (fictieve biografie)
25. Mysterieuze krachten in de sport (feestelijke herdruk van Nederlands beroemdste sportboek)
26. Rik Smits, Dunking Dutchman
29. Georganiseerd luieren en andere cricketverhalen
30. De pijn van water: Logboek van de Holland Acht
31. De Lieverdjes: Opkomst en ondergang van F.C. Amsterdam
32. SC Heerenveen: Spelen met traditie
33. Van Santander naar Santander: Brieven uit het wielerpeloton
34. Doelwit
35. Blessuretijd
36. Voetbalhart 1: De elementen
38. Tom van Teijlingen: Een Nederlandse golfheld
40. Leerschool Ajax